# Thomas Walgensten
Thomas Rasmussen Walgensten eller Walgensteen, eller "Thomas Erasmi Gotlandus" som han kaldtes da han dimitteredes fra Viborg Skole (født omkring 1627 i Vallstena sogn på Gotland, død 1681) var fysiker og den sidste danske landsdommer på Gotland under besættelsen 1676-1677 (under Skånske Krig). Gotland hørte frem til 1645 (Freden ved Brömsebro) til Danmark. 
I årene 1657–58 studerede han på Universiteit Leiden.
Hans familie levede ved Lilla Bjerge gård i Vallstena. Hans bedstefar var tingsdommer og faren var det muligvis også, men han blev henrettet for at have begået tyveri. Thomas Walgensten blev gift første gang med Magdalene Jacobsdatter som var født på Gotland, og anden gang med Birgitte Jacobsdatter Mandix, formodentlig født og død i Danmark. Efter sin mands død skænkede hun hans bibliotek til den danske konge, Christian V.
Walgensten var ophavsmand til den første rigtigt anvendelige projektor, kaldet Laterna magica. Han demonstrerede apparatet i Paris (1664), Lyon (1665), Rom (1665-66), og København (1670).

## Eksterne links
- Walgensten, Thomas Rasmussen i Dansk Biografisk Leksikon (1. udgave, bind 18, 1904), forfattet af G.L. Wad
- Dansk Biografisk Leksikons 2. udgave (bind 25, 1943), forfattet af Fussing, og 3. udgave (1979-84, indgår i SDE), tilrettet af C. Bech
- Mysteriet med den magiska lyktan Arkiveret 24. september 2015 hos  Wayback Machine
- Athanasius Kirchers beskrivning av den magiska lyktan från 1671 Arkiveret 5. marts 2016 hos  Wayback Machine
- A history of the magic latern Arkiveret 21. februar 2006 hos  Wayback Machine
- Thomas Walgensten i Gotländskt Arkiv